# Australia na Zimowych Igrzyskach Olimpijskich Młodzieży 2012
Australię na Zimowych Igrzyskach Olimpijskich Młodzieży 2012, które odbywały się w Innsbrucku reprezentowało 13 zawodników.

## Skład reprezentacji Australii

### Biathlon
Chłopcy
| Zawodnik       | Konkurencja    | Bieg    | Bieg       | Miejsce |
| Zawodnik       | Konkurencja    | Czas    | Strzelanie | Miejsce |
| -------------- | -------------- | ------- | ---------- | ------- |
| Lachlan Porter | Sprint         | 26:21.1 | 2+2        | 50.     |
| Lachlan Porter | Bieg pościgowy | 44:31.3 | 1+2+2+4    | 49.     |

### Biegi narciarskie
Chłopcy
| Zawodnik    | Konkurencja   | Kwalifikacje | Kwalifikacje | Ćwierćfinał   | Ćwierćfinał   | Półfinał      | Półfinał      | Finał         | Finał         |
| Zawodnik    | Konkurencja   | Wynik        | Miejsce      | Wynik         | Miejsce       | Wynik         | Miejsce       | Wynik         | Miejsce       |
| ----------- | ------------- | ------------ | ------------ | ------------- | ------------- | ------------- | ------------- | ------------- | ------------- |
| Alex Gibson | Sprint        | 1:56.49      | 40.          | Nie awansował | Nie awansował | Nie awansował | Nie awansował | Nie awansował | Nie awansował |
| Alex Gibson | Bieg na 10 km |              |              |               |               |               |               | 38:20.4       | 44.           |

Dziewczęta
| Zawodnik       | Konkurencja  | Kwalifikacje | Kwalifikacje | Ćwierćfinał    | Ćwierćfinał    | Półfinał       | Półfinał       | Finał          | Finał          |
| Zawodnik       | Konkurencja  | Wynik        | Miejsce      | Wynik          | Miejsce        | Wynik          | Miejsce        | Wynik          | Miejsce        |
| -------------- | ------------ | ------------ | ------------ | -------------- | -------------- | -------------- | -------------- | -------------- | -------------- |
| Lucy Glanville | Sprint       | 2:12.46      | 31.          | Nie awansowała | Nie awansowała | Nie awansowała | Nie awansowała | Nie awansowała | Nie awansowała |
| Lucy Glanville | Bieg na 5 km |              |              |                |                |                |                | 18:23.0        | 34.            |

### Hokej na lodzie
Chłopcy
| Zawodnik  | Konkurencja                         | Kwalifikacje | Kwalifikacje | Wielki finał  | Wielki finał  |
| Zawodnik  | Konkurencja                         | Punkty       | Miejsce      | Punkty        | Miejsce       |
| --------- | ----------------------------------- | ------------ | ------------ | ------------- | ------------- |
| Sam Hodic | Konkurs umiejętności indywidualnych | 5            | 15           | Nie awansował | Nie awansował |

Dziewczęta
| Zawodniczka       | Konkurencja                         | Kwalifikacje | Kwalifikacje | Wielki finał | Wielki finał |
| Zawodniczka       | Konkurencja                         | Punkty       | Miejsce      | Punkty       | Miejsce      |
| ----------------- | ----------------------------------- | ------------ | ------------ | ------------ | ------------ |
| Sharnita Crompton | Konkurs umiejętności indywidualnych | 17           | 5 Q          | 17           |              |

### Łyżwiarstwo figurowe
Dziewczęta
| Zawodnik        | Konkurencja | Program krótki | Program krótki | Program dowolny | Program dowolny | Razem  | Miejsce |
| Zawodnik        | Konkurencja | Punkty         | Miejsce        | Punkty          | Miejsce         | Razem  | Miejsce |
| --------------- | ----------- | -------------- | -------------- | --------------- | --------------- | ------ | ------- |
| Chantelle Kerry | Solistki    | 37.51          | 11             | 71.48           | 9               | 108.99 | 10.     |

### Narciarstwo alpejskie
Chłopcy
| Zawodnik      | Konkurencja     | Wyniki       | Wyniki       | Wyniki            | Wyniki            |
| Zawodnik      | Konkurencja     | Runda 1      | Runda 2      | Razem             | Miejsce           |
| ------------- | --------------- | ------------ | ------------ | ----------------- | ----------------- |
| Harry Laidlaw | Slalom          | 43.26        | 41.30        | 1:24.56           | 17.               |
| Harry Laidlaw | Slalom gigant   | Nie ukończył | Nie ukończył | Nie ukończył      | Nie ukończył      |
| Harry Laidlaw | Supergigant     |              |              | Zdyskwalifikowany | Zdyskwalifikowany |
| Harry Laidlaw | Superkombinacja | 1.06.98      | Nie ukończył | Nie ukończył      | Nie ukończył      |

Dziewczęta
| Zawodnik    | Konkurencja     | Wyniki  | Wyniki  | Wyniki  | Wyniki  |
| Zawodnik    | Konkurencja     | Runda 1 | Runda 2 | Razem   | Miejsce |
| ----------- | --------------- | ------- | ------- | ------- | ------- |
| Greta Small | Slalom          | 43.83   | 40.41   | 1:24.24 | 7.      |
| Greta Small | Slalom gigant   | 59.56   | 1:00.34 | 1:59.90 | 13.     |
| Greta Small | Supergigant     |         |         | 1:06.52 | 7.      |
| Greta Small | Superkombinacja | 1:06.13 | 38.07   | 1:44.20 | 13.     |

### Narciarstwo dowolne
Chłopcy
| Zawodnik       | Konkurencja | Kwalifikacje | Kwalifikacje | Kwalifikacje | Finał   | Finał   | Finał   |
| Zawodnik       | Konkurencja | Zjazd 1      | Zjazd 2      | Miejsce      | Zjazd 1 | Zjazd 2 | Miejsce |
| -------------- | ----------- | ------------ | ------------ | ------------ | ------- | ------- | ------- |
| Thomas Waddell | Halfpipe    | 14.50        | 47.75        | 12. Q        | 48.25   | 14.25   | 11.     |

| Zawodnik      | Konkurencja | Kwalifikacje | Kwalifikacje | Ćwierćfinał | Półfinał  | Finał     | Finał   |
| Zawodnik      | Konkurencja | Czas         | Miejsce      | Pozycja     | Pozycja   | Pozycja   | Miejsce |
| ------------- | ----------- | ------------ | ------------ | ----------- | --------- | --------- | ------- |
| Harry Laidlaw | Ski cross   | 57.43        | 4.           | Anulowano   | Anulowano | Anulowano | 4.      |
| Jack Millar   | Ski cross   | 59.46        | 13.          | Anulowano   | Anulowano | Anulowano | 13.     |

Dziewczęta
| Zawodnik        | Konkurencja | Kwalifikacje | Kwalifikacje | Ćwierćfinał | Półfinał  | Finał     | Finał   |
| Zawodnik        | Konkurencja | Czas         | Miejsce      | Pozycja     | Pozycja   | Pozycja   | Miejsce |
| --------------- | ----------- | ------------ | ------------ | ----------- | --------- | --------- | ------- |
| Claudia Leggett | Ski cross   | 1:00.30      | 5.           | Anulowano   | Anulowano | Anulowano | 5.      |

### Saneczkarstwo
| Zawodnik      | Konkurencja | Finał   | Finał   | Finał    | Finał   |
| Zawodnik      | Konkurencja | Ślizg 1 | Ślizg 2 | Razem    | Miejsce |
| ------------- | ----------- | ------- | ------- | -------- | ------- |
| Alex Ferlazzo | Jedynki     | 40.849  | 40.526  | 1:21.375 | 19.     |

### Snowboard
Dziewczęta
| Zawodnik        | Konkurencja | Kwalifikacje | Kwalifikacje | Kwalifikacje | Półfinał | Półfinał | Półfinał | Finał   | Finał   | Finał   |
| Zawodnik        | Konkurencja | Zjazd 1      | Zjazd 2      | Pozycja      | Zjazd 1  | Zjazd 2  | Pozycja  | Zjazd 1 | Zjazd 2 | Miejsce |
| --------------- | ----------- | ------------ | ------------ | ------------ | -------- | -------- | -------- | ------- | ------- | ------- |
| Alexandra Fitch | Halfpipe    | 61.25        | 67.00        | 4. QP        | 82.00    | 87.50    | 1. QF    | 75.25   | 60.75   | 4.      |
| Alexandra Fitch | Slopestyle  | 59.25        | 77.75        | 3. Q         |          |          |          | 69.75   | 42.50   |         |